# Serhij Czykanow
Serhij Czykanow (ukr. Сергій Чиканов, ur. 3 listopada 1979 w Kijowie) – ukraiński wioślarz.

## Osiągnięcia
- Mistrzostwa Świata Juniorów – Glasgow 1996 – czwórka ze sternikiem – 11. miejsce[1].
- Mistrzostwa Świata Juniorów – Hazewinkel 1997 – czwórka bez sternika – 6. miejsce[1].
- Mistrzostwa Świata – Lucerna 2001 – dwójka ze sternikiem – 6. miejsce[1].
- Mistrzostwa Świata – Sewilla 2002 – ósemka – 12. miejsce[1].
- Mistrzostwa Świata – Mediolan 2003 – ósemka – 14. miejsce[1].
- Mistrzostwa Świata – Poznań 2009 – ósemka – 8. miejsce[1].
- Mistrzostwa Europy – Brześć 2009 – ósemka – 2. miejsce[1].
- Mistrzostwa Europy – Montemor-o-Velho 2010 – ósemka – 3. miejsce[1].